# Xenochroma aetherea
Xenochroma aetherea är en fjärilsart som beskrevs av Debauche 1941. Xenochroma aetherea ingår i släktet Xenochroma och familjen mätare. Inga underarter finns listade i Catalogue of Life.